# Résille (textile)
Pour les articles homonymes, voir Résille.
Ne doit pas être confondu avec Mesh (tissu).
On désigne par résille, ou tissu résille, un textile composé d'un maillage de fils plus ou moins étroit, généralement croisés en quadrillage, à la manière d'un filet.
Le tissu résille est employé pour maintenir les cheveux attachés ou pour orner un chignon. On le retrouve également dans d'autres domaines de l'habillement, notamment les bas et les collants, et parfois, par touches, dans les jupes à volants ou les robes élégantes.
Les vêtements en résille, souvent noirs, parfois d'autres couleurs, sont généralement conçus pour suivre les formes du corps et les mettre en valeur (vêtements moulants). Ce qui explique son utilisation dans la lingerie. La résille, puisqu'elle couvre le corps tout en le montrant, porte de manière générale une connotation de séduction, d'attirance sexuelle, voire de fétichisme.
La résille est par ailleurs très présente dans la mode punk et la mode gothique, où elle est utilisée dans de nombreux articles et accessoires vestimentaires, tels que les T-Shirts et les mitaines.

## Galerie

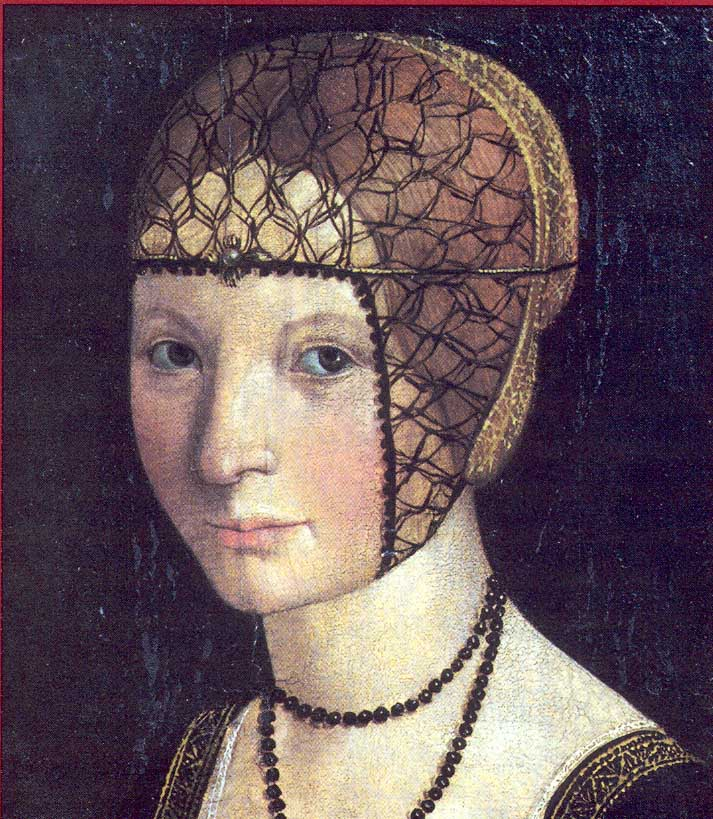
Le filet en résille est un excellent moyen de faire tenir un chignon (Anne d'Alençon, tableau italien du début du XVIe siècle).
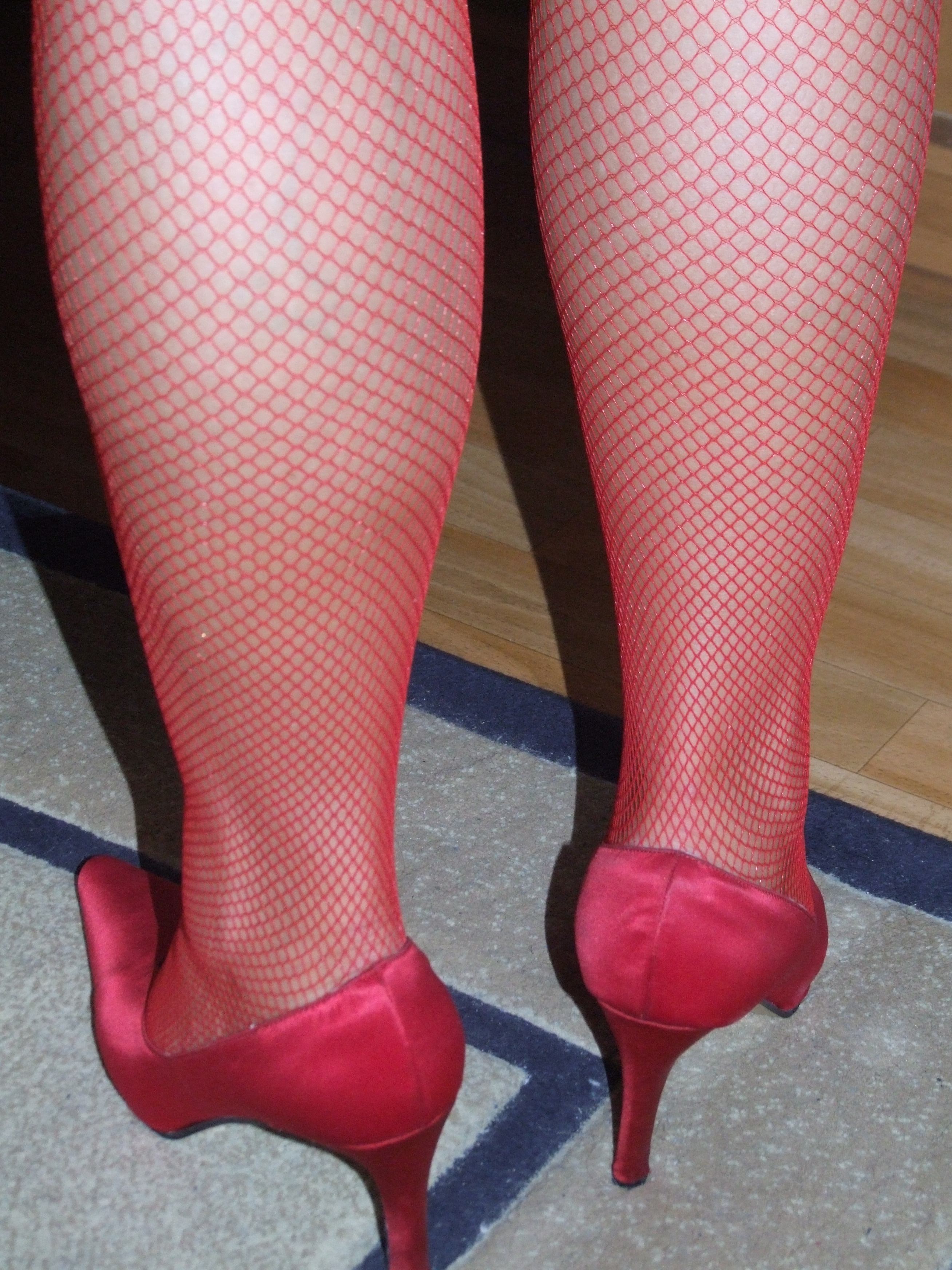
Des bas résille de couleur rose.
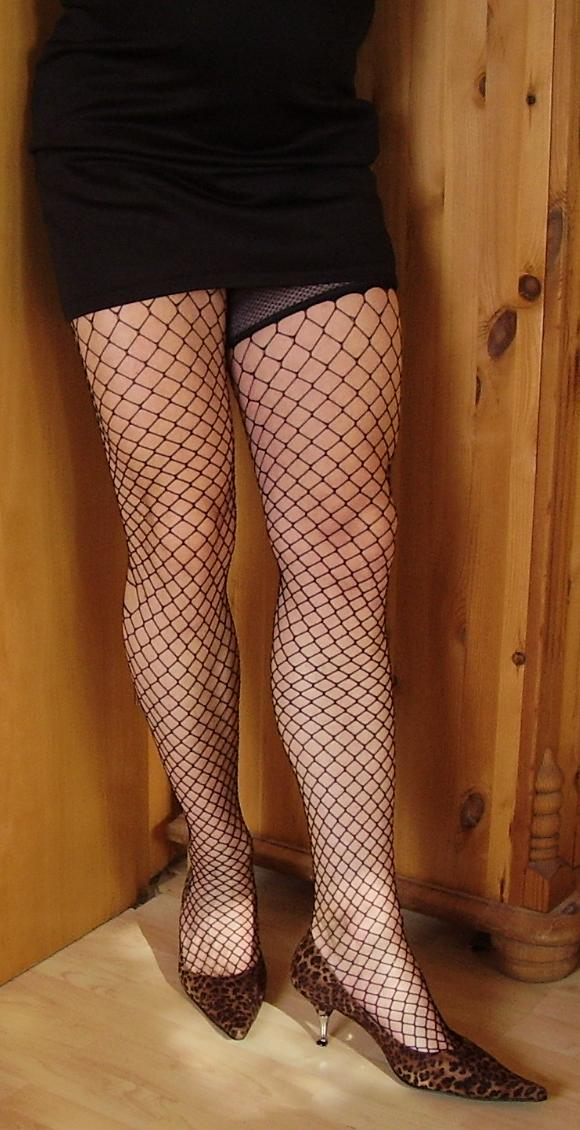
Les bas résille sont souvent considérés comme aguichants.
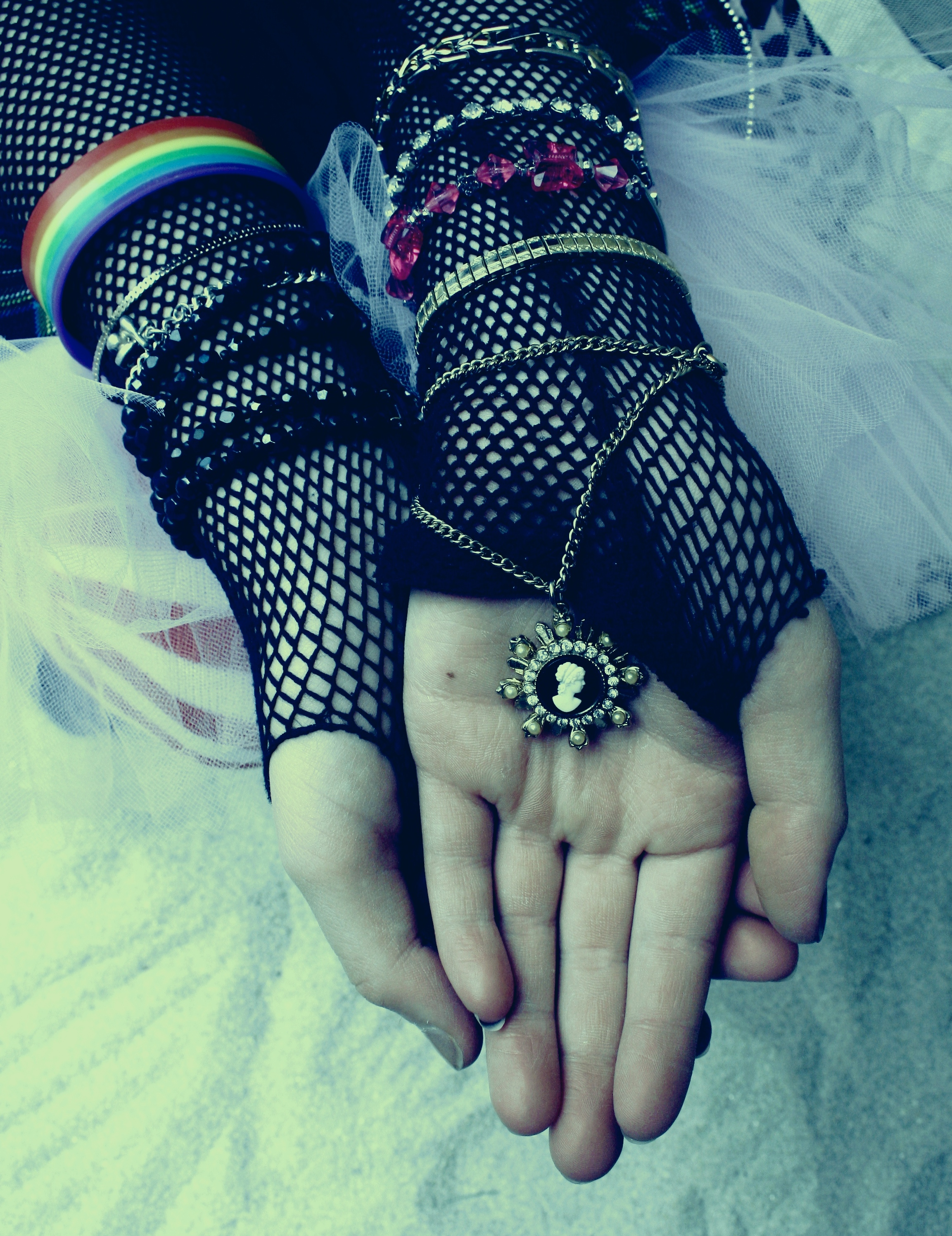
Des mitaines en résille. Dans les modes gothique et punk, la résille peut faire partie d'une tenue très élaborée et personnalisée.
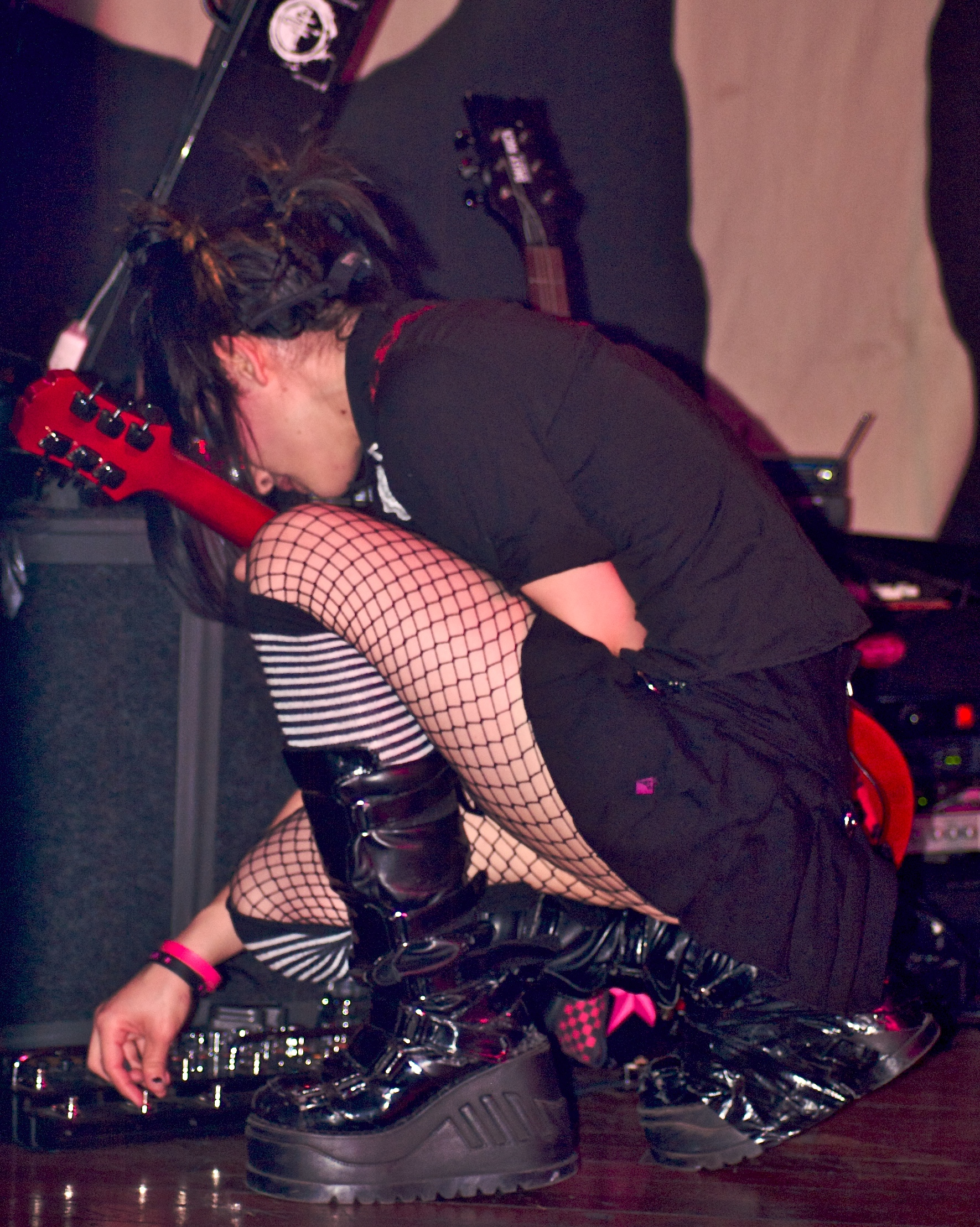
La guitariste Valerie Gentile du groupe The Crüxshadows, lors d'un concert en 2008, portait de la résille.
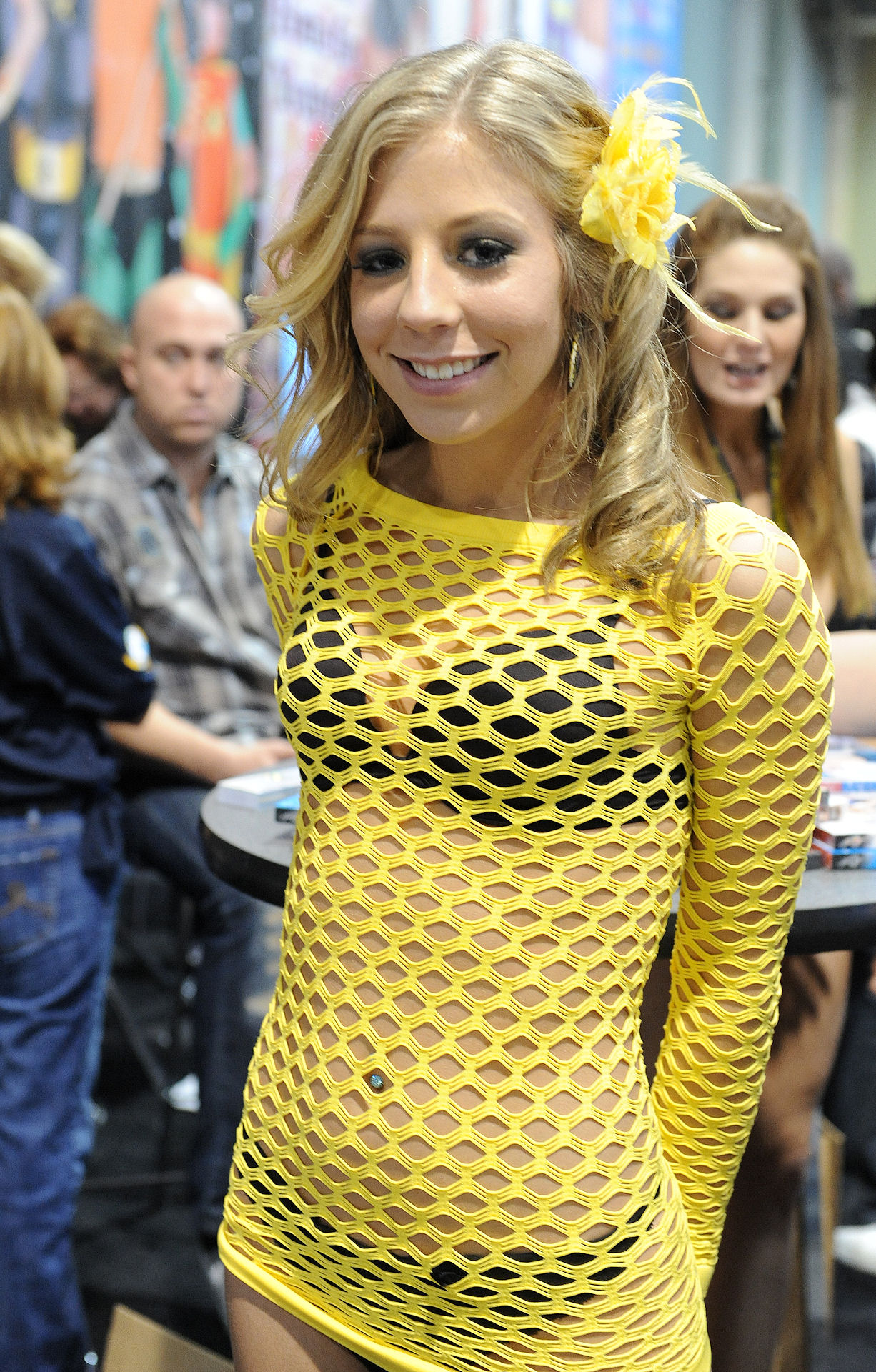
Un chandail jaune, tissé en résille, porté par l'actrice pornographique Chastity Lynn.